# Tế bào sắc tố
Tế bào sắc tố (tiếng Anh: chromatophore) là tế bào có chứa sắc tố ở một số bào quan của nó, hoặc là tế bào có khả năng cảm ứng với ánh sáng. Loại tế bào này được tìm thấy ở nhiều loài động vật như lưỡng cư, cá, bò sát, giáp xác, thân mềm và vi khuẩn giúp chúng có khả năng thay đổi màu sắc. Trái lại, các loài động vật có vú và các loài chim có một loại tế bào với chức năng tương tự là tế bào hắc tố (melanocyte).

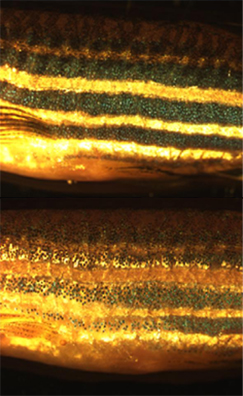
Tế bào sắc tố của cá ngựa vằn thể hiện sự thích nghi với bối cảnh khi tiếp xúc với môi trường tối (ở trên) và sáng (ở dưới).

Tế bào sắc tố chịu trách nhiệm chính trong việc tạo ra màu của mắt và da ở các loài động vật máu lạnh, chúng được hình thành ở các mào thần kinh trong quá trình phát triển phôi. Các tế bào sắc tố trưởng thành được nhóm lại thành những phân lớp dựa trên màu của chúng (chính xác hơn thì là sắc) dưới ánh sáng trắng như xanthophore (màu vàng), erythrophore (màu đỏ), iridophore (phản xạ / óng ánh), leucophore (trắng), melanophore (đen / nâu), và cyanophore (màu xanh). Thuật ngữ này còn được dùng để chỉ các loại túi kết hợp với màng với nhiều màu sắc trong các loại vi khuẩn quang hợp.
Một số loài có thể nhanh chóng thay đổi màu sắc thông qua các cơ chế chuyển dời sắc tố và định hướng lại các tấm phản xạ trong tế bào sắc tố. Quá trình này, thường được sử dụng như là một kiểu ngụy trang, được gọi là thay đổi màu sắc sinh lý hoặc metachrosis. Các loài động vật chân đầu (Cephalopod – cũng là thân mềm) như bạch tuộc có cơ quan tế bào sắc tố phức tạp được kiểm soát bởi cơ bắp để đạt được điều này, trong khi động vật có xương sống như tắc kè hoa thì tạo ra hiệu ứng tương tự bằng tín hiệu tế bào. Những tín hiệu như vậy có thể là kích thích tố hoặc là chất dẫn truyền thần kinh và có thể do những thay đổi trong tâm trạng, nhiệt độ, sự căng thẳng hoặc thay đổi có thể thấy được trong môi trường xung quanh. Tế bào sắc tố được nghiên cứu bởi các nhà khoa học để hiểu được các chứng bệnh của con người và là một công cụ trong việc nghiên cứu thuốc.

## Lịch sử
Aristoteles đã đề cập đến khả năng thay đổi màu sắc của bạch tuộc để ngụy trang và ra hiệu trong cuốn "Historia animalium" (vào khoảng năm 400 TCN).
Bạch tuộc…tìm mồi bằng cách thay đổi màu sắc của mình, làm cho nó giống như màu của những tảng đá gần đó; nó cũng làm như thế khi được báo động.
G.Sangiovanni là người đầu tiên mô tả các động vật không xương sống có tế bào sắc tố là "chromoforo" trong một tạp chí khoa học bằng tiếng Ý vào năm 1819.
Charles Darwin đã mô tả những khả năng thay đổi màu sắc của loài mực trong cuốn "Hành trình của tàu Beagle" (The Voyage of the Beagle) vào năm 1860.
Những con vật này thoát khỏi sự phát hiện bằng khả năng thay đổi màu sắc khác thường như loài tắc kè hoa. Chúng có vẻ như sẽ thay đổi màu sắc của mình tùy vào bản chất ở những nơi mà chúng đi qua. Khi ở vùng nước sâu, chúng thường chuyển sang màu tím nâu, nhưng khi được đem lên bờ hoặc ở vùng nước nông, trạng thái màu sắc của chúng sẽ chuyển từ tối sang xanh hơi ngả vàng. Phần màu này nếu được kiểm tra cẩn thận, thì là màu xám của Pháp, với nhiều chấm nhỏ có màu vàng rực rỡ. Phần màu trước thay đổi theo cường độ, còn phần sau hoàn toàn biến mất và xuất hiện trở lại theo lượt. Những sự thay đổi này bị ảnh hưởng theo cách giống như các vết che phủ trải dài trên cơ thể chúng liên tục, thay đổi từ màu đỏ của lan dạ hương đến màu nâu hạt dẻ. Bất kỳ bộ phận nào nếu chịu một tác động nhẹ từ một dòng diện nhỏ sẽ chuyển sang màu đen; và hiệu ứng này ở mức độ nhẹ hơn nếu ta dùng một cây kim làm xước cơ thể mực. Những vết che phủ này, hay còn gọi là sự ửng đỏ, được cho là do các túi nhỏ có chứa những chất lỏng nhiều màu sắc tạo ra bằng cách giãn ra hoặc co lại.

## Sự phân loại
Thuật ngữ chromatophore đã được thông qua (theo chữ chromoforo của Sangiovanni) và sử dụng làm tên gọi của những tế bào mang sắc tố chuyển hóa từ mào thần kinh của các loài động vật có xương sống máu lạnh và động vật chân đầu. Bản thân từ này xuất phát từ tiếng Hy Lạp là khrōma (χρωμα) có nghĩa là "màu sắc", và phoros (φορος) có nghĩa là "mang". Ngược lại, từ chromatocyte (cyte hoặc κυτε tiếng Hy Lạp là "tế bào") đã được dùng để chỉ các tế bào chịu trách nhiệm cho màu sắc được tìm thấy trong các loài chim và động vật có vú. Và chỉ có một loại tế bào như thế là melanocyte được nhận diện trong các loài động vật này.
Chỉ vào những năm 1960 người ta mới hiểu rõ về các tế bào sắc tố để có thể phân loại chúng dựa vào vẻ bề ngoài. Hệ thống phân loại này vẫn tồn tại cho đến ngày nay, dù rằng tính chất hóa sinh của các sắc tố có thể hữu ích hơn là hiểu biết một cách khoa học về các chức năng của tế bào.
Các phân tử tạo màu thường được chia làm hai loại riêng biệt: sắc tố sinh học (biochrome) và sự tạo màu theo cấu trúc (schemochrome). Sắc tố sinh học bao gồm các sắc tố thật như carotenoid và pteridine. Những sắc tố này hấp thụ một cách chọn lọc những phần thấy được của quang phổ tạo nên ánh sáng trắng và cho phép những bước sóng khác đến được mắt của người quan sát. Còn các màu thuộc dạng cấu trúc được tạo ra bằng nhiều sự kết hợp đa dạng của nhiễu xạ, phản xạ hay phân tán ánh sáng với quy mô bằng khoảng một phần tư bước sóng ánh sáng. Nhiều loại cấu trúc như vậy giao thoa với vài bước sóng (màu) ánh sáng và truyền sang những cấu trúc khác, đơn giản là vì chúng có cùng quy mô, vì thế chúng cũng tạo ra sự óng ánh, làm ta thấy được nhiều màu sắc khác nhau khi nhìn từ các hướng khác nhau.
Trong khi tất cả tế bào sắc tố đều có sắc tố hoặc cấu trúc phản xạ (ngoại trừ những trường hợp đột biến sinh học, chẳng hạn như bạch tạng) thì không phải tất cả những tế bào có sắc tố đều là tế bào sắc tố. Ví dụ như Haem, là một sắc tố sinh học chịu trách nhiệm cho màu đỏ của máu. Nó được tìm thấy chủ yếu trong tế bào máu có màu đỏ (hồng cầu – "erythocyte"), được tạo thành trong tủy xương suốt quãng đời của một sinh vật chứ không phải được hình thành trong quá trình phát triển phôi thai. Do đó hồng cầu không được phân loại là tế bào sắc tố.
Tế bào xanthophore (màu vàng) và tế bào erythrophore (màu đỏ)

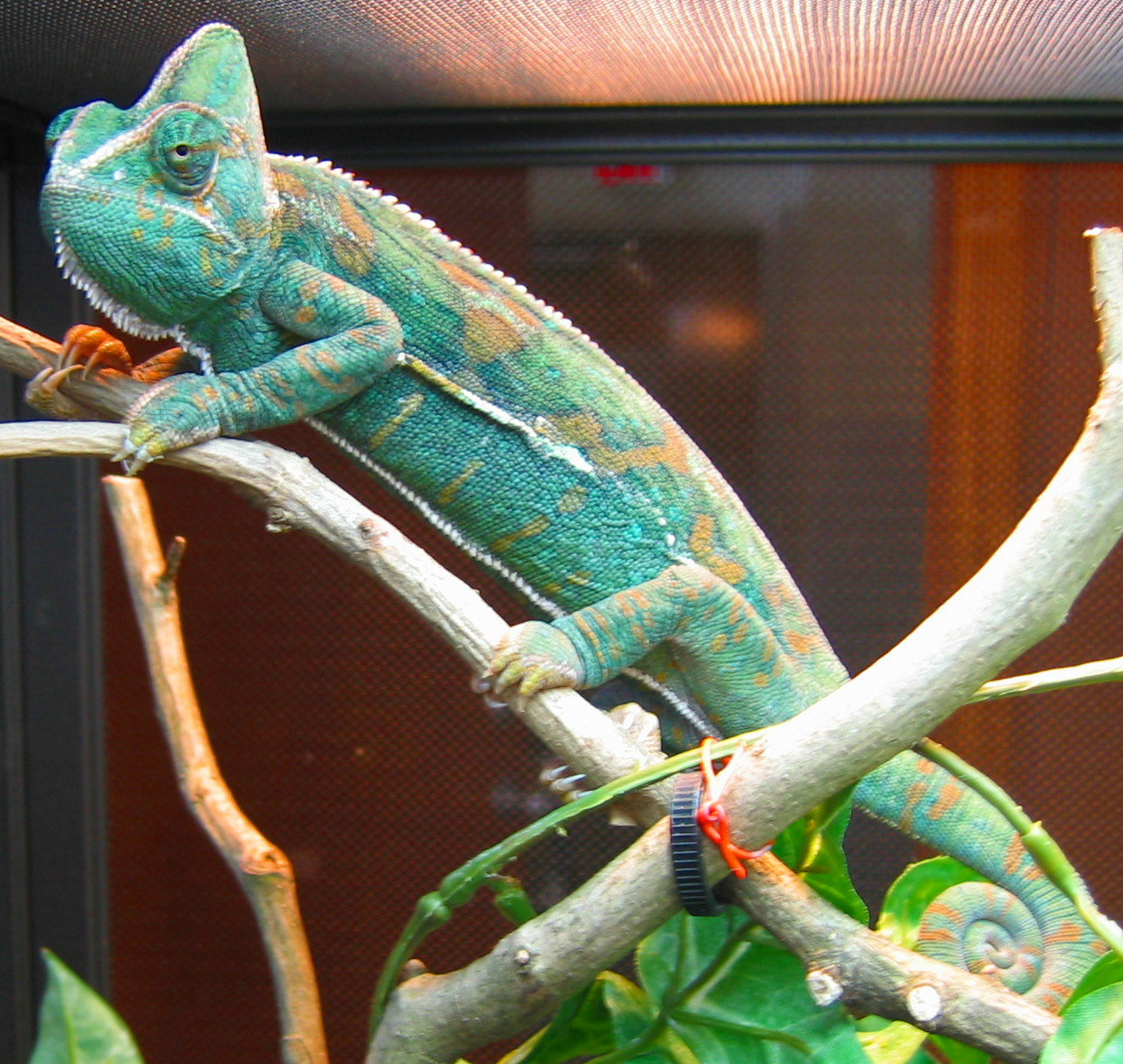
Một con tắc kè hoa đeo mạng. Các màu xanh lam và xanh lục theo cấu trúc được tạo thành bằng cách xếp chồng các lớp tế bào sắc tố để phản xạ ánh sáng đã được lọc..

Những tế bào sắc tố có chứa một lượng lớn sắc tố pteridine màu vàng được gọi là xanthophore. Còn với các tế bào có chứa các carotenoid màu da cam hoặc đỏ là chủ yếu thì được gọi là erythrophore. Tuy nhiên, các túi tiết chứa pteridine và carotenoid đôi khi được tìm thấy trong cùng một tế bào, và trong trường hợp đó màu sắc tổng thể sẽ phụ thuộc vào tỉ lệ của sắc tố đỏ và vàng. Do đó, sự phân biệt giữa các loại tế bào sắc tố không phải lúc nào cũng rõ ràng.
Hầu hết các tế bào sắc tố đều có thể tạo ra pteridine từ guanosine triphosphate, nhưng các tế bào xanthophore thì có những quá trình hóa sinh khác để tích lũy sắc tố vàng. Ngược lại, carotenoid được chuyển hóa và đưa đến các tế bào erythophore. Điều này lần đầu tiên được chứng minh bằng các nuôi những con ếch xanh với khẩu phần ăn là những con dế mèn không có carotene. Sự thiếu vắng carotene trong khẩu phần ăn của ếch có nghĩa là "màng lọc" màu carotenoid đỏ/cam không hiện diện trong các tế bào erythophore của chúng. Điều này làm ếch mang vẻ ngoài là xanh lam thay vì xanh lục.
Tế bào iridophore (phản xạ / óng ánh) và tế bào leucophore (màu trắng)
Các tế bào iridophore, đôi khi còn được gọi là guanophore, là những tế bào mang sắc tố phản xạ ánh sáng bằng các sử dụng những tấm schemochrome kết tinh được làm từ các hợp chất guanine. Khi được chiếu sáng, chúng tạo nên các màu sắc óng ánh bởi vì sự nhiễu xạ ánh sáng bên trong các tấm schemochrome xếp chồng lên nhau. Sự định hướng các tấm schemochrome sẽ quyết định bản chất của các màu sắc mà ta quan sát được. Bằng các sử dụng biochrome (sắc tố sinh học) làm các màng lọc màu, các tế bào iridophore tạo nên một hiệu ứng thị giác được biết với tên gọi Hiệu ứng Tyndall hoặc tán xạ Rayleigh, và chúng tạo ra các màu sắc xanh lam hoặc xanh lục rực rỡ.
Một loại tế bào sắc tố có liên quan là leucophore, được tìm thấy trong vài loài cá, và đặc biệt là các loài tapetum lucidum (sinh vật có mắt phản xạ ánh sáng vào ban đêm). Như các tế bào iridophore, chúng sử dụng các hợp chất purine kết tinh (thường là các hợp chất guanine) để phản xạ ánh sáng. Tuy nhiên, không giống như các tế bào iridophore, các tế bào leucophore có các tinh thể được tổ chức tốt hơn, do đó làm giảm sự nhiễu xạ ánh sáng. Với một nguồn ánh sáng trắng cho sẵn, chúng sẽ tạo nên màu trắng sáng rực. Cũng như các tế bào xanthophore và erythophore, sự phân biệt giữa các tế bào iridophore và leucophore trong loài cá không phải luôn luôn rõ ràng. Nhưng về mặt tổng quát, các tế bào iridophore được cho là tạo nên các màu sắc óng ánh hoặc có ánh kim, trong khi các tế bào leucophore tạo nên các sắc trắng có tính phản xạ.
Tế bào melanophore (màu đen / nâu)

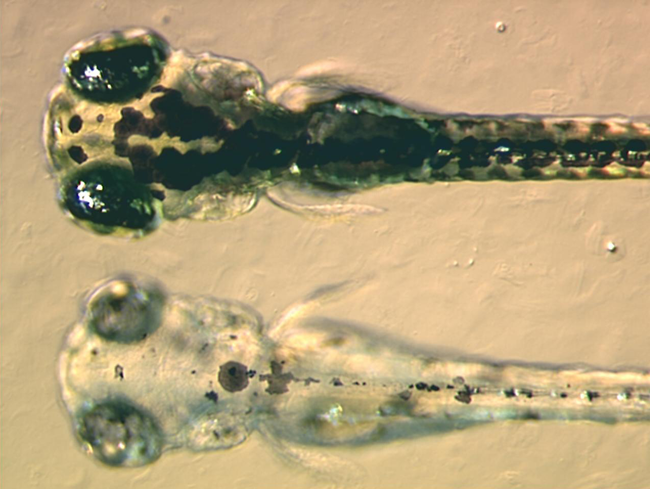
Ở dưới là ấu trùng cá ngựa vằn bị đột biến, không thể tổng hợp melanin, ở trên là ấu trùng bình thường.

Các tế bào melanophore có chứa eumelanin, là một loại melanin (hắc tố), có màu đen hoặc nâu sẫm bởi vì đặc tính hấp thu ánh sáng của nó. Nó được bọc trong các túi gọi là melanosome và được đưa đi khắp tế bào. Eumelanin được tạo thành từ các hợp chất tyrosine trong một chuỗi các phản ứng hóa học có xúc tác. Nó là một hóa chất phức tạp có chứa các khối thống nhất của di-hydroxy-indole và axit di-hydroxy-indole-2-carboxylic với vài vòng pyrrole. Enzyme chủ chốt trong sự tổng hợp melanin là tyrosynase. Khi protein này bị khiếm khuyết, melanin không thể được tạo thành và hậu quả là gây nên chứng bệnh bạch tạng. Ở vài loài lưỡng cư có các sắc tố khác đi kèm với eumelanin. Ví dụ như sắc tố đỏ đậm (như rượu) được nhận diện trong các tế bào melanophore của loài ếch phyllomedusine. Chất này sau đó được nhận diện là pterorhodin, một dạng hợp chất pteridine dimer (chất nhị trùng) tích lũy xung quanh lõi của eumelanin, và nó cũng hiện diện trong nhiều loài ếch cây ở Úc và Papua New Guinea. Trong khi có vẻ như các loài ít được nghiên cứu khác có các sắc tố phức tạp của tế bào melanophore, thì sự thật vẫn là phần lớn các tế bào melanophore được nghiên cứu cho đến nay thì chắc chắn có chứa eumelanin.
Con người chỉ có một loại tế bào sắc tố, tương đương với các tế bào melanophore của các loài động vật có vú, để tạo ra màu sắc của da, lông (tóc) và mắt. Ví lý do này, và cũng vì rất nhiều các màu sắc tương phản của tế bào thường làm cho chúng rất dễ hình dung ra, nên cho đến bây giờ các tế bào melanophore là các tế bào sắc tố vẫn được nghiên cứu rộng rãi nhất. Tuy nhiên, có vài sự khác biệt về mặt sinh học giữa các tế bào melanophore và tế bào hắc tố (melanocyte). Ngoài eumelanin ra, tế bào hắc tố có thể tạo ra một sắc tố màu vàng / đỏ gọi là phaeomelanin.
Tế bào cyanophore (màu xanh lam)

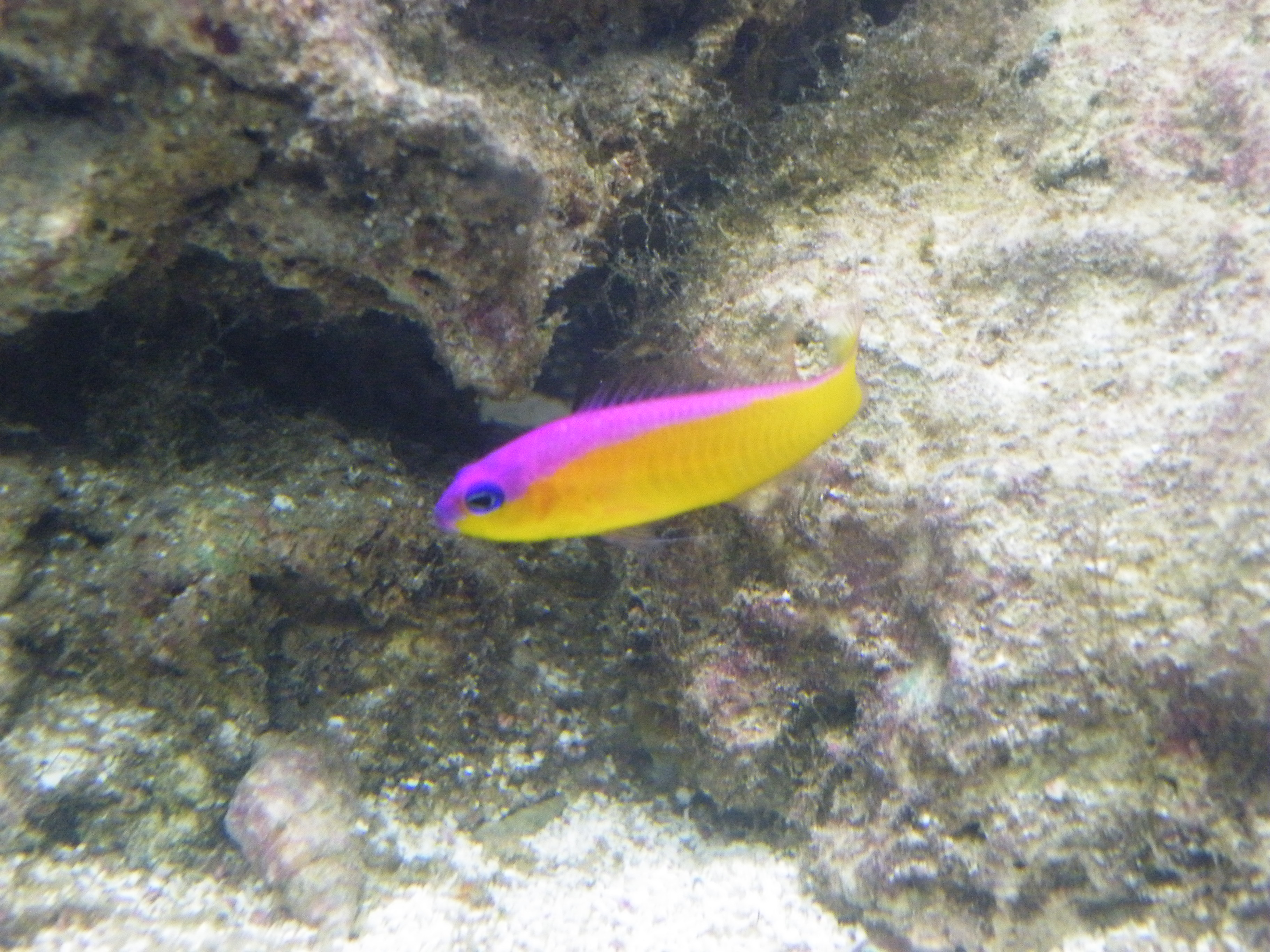
Cá Pictichromis diadema tạo ra dải màu tím trên lưng với một tế bào sắc tố bất thường.

Gần như tất cả các màu xanh lam rực rỡ ở động vật và thực vật đều được tạo nên bởi các cấu trúc tạo màu chứ không phải là từ các sắc tố. Tuy nhiên, vài loài cá trạng nguyên (mandarinfish) có các túi chứa sắc tố sinh học màu xanh lam với cấu trúc hóa học chưa được biết rõ trong những tế bào có tên là cyanophore. Dù rằng chúng có vẻ bất thường trong phạm vi phân loại giới hạn của mình, có thể có các tế bào cyanphore (cũng như những loại tế bào sắc tố bất thường khác) tồn tại trong các loài cá và động vật lưỡng cư khác. Ví dụ, các tế bào sắc tố rực rỡ với các sắc tố chưa xác định được tìm thấy trong cả loài ếch phi tiêu độc và ếch thủy tinh, và các sắc tố lưỡng sắc không điển hình, được đặt tên là erythro-iridophore và đã được mô tả trong loài cá Pseudochromis diadema.

## Sự chuyển dời sắc tố

Tế bào melanophore ở ếch và cá, thể hiện sự phân tán và tập trung sắc tố.

Nhiều loài có khả năng chuyển dời sắc tố bên trong các tế bào sắc tố của chúng, gây ra sự chuyển đổi màu sắc cơ thể rõ ràng. Quá trình này được biết với tên gọi "sự thay đổi màu sắc sinh lý", được nghiên cứu rộng rãi nhất ở các tế bào melanophore, vì melanin là sắc tố tối và dễ thấy nhất. Trong hầu hết các loài với lớp hạ bì tương đối mỏng, những tế bào melanophore ở lớp hạ bì có xu hướng phẳng và bao phủ một diện tích bề mặt khá lớn. Tuy nhiên, ở những loài động vật với lớp hạ bì dày, chẳng hạn như các loài bò sát trưởng thành, những tế bào melanophore ở lớp hạ bì thường tạo thành những khối thống nhất ba chiều với các tế bào sắc tố khác. Những khối tế bào sắc tố thống nhất ở lớp hạ bì (DCU) này bao gồm một lớp tế bào xanthophore hoặc erythophore ở trên cùng, rồi kế đến là một lớp tế bào iridophore, và cuối cùng là một lớp tế bào melanophore có dạng như chiếc giỏ và bao phủ lớp tế bào iridophore.
Cả hai loại tế bào melanophore đều rất quan trọng trong sự thay đổi màu sắc sinh lý. Những tế bào melanophore hạ bì phẳng thường xếp chồng lên các tế bào sắc tố khác, vì thế khi sắc tố bị phân tán qua các tế bào thì da có vẻ tối. Khi sắc tố của những tế bào melanophore tập trung về hướng tâm của tế bào. Thì những sắc tố của các tế bào sắc tố khác lộ ra dưới ánh sáng và da sẽ có sắc của chúng. Và cũng thế, sau khi melanin tập trung ở những khối tế bào sắc tố thống nhất ở lớp hạ bì (DCUs), da có vẻ màu xanh lục vì khi qua lớp màng của tế bào xanthophore, ánh sáng phân tán từ lớp tế bào iridophore được lọc đi. Với sự phân tán của melanin, ánh sáng không bao giờ được phân tán và da có màu tối. Vì các tế bào sắc tố sinh học khác cũng có khả năng chuyển dời sắc tố, những động vật với nhiều loại tế bào sắc tố có thể tạo ra sự thay đổi ngoạn mục về màu da bằng cách sử dụng tốt hiệu ứng phân chia.
Sự điều khiển và những cơ chế của sự chuyển dời sắc tố nhanh chóng đã được nghiên cứu cẩn thận ở nhiều chủng loài khác nhau, đặc biệt là các loài lưỡng cư và cá xương thật. Người ta đã chứng minh được rằng quá trình này có thể được điều khiển bới kích thích tố hay chất dẫn truyền thần kinh hoặc cả hai. Những chất dẫn truyền thần kinh được biết là có thể chuyển dời sắc tố bao gồm noadrenaline, dù rằng thụ thể của nó nằm ở trên bề mặt của các tế bào melanophore. Những kích thích tố chính liên quan đến việc điều chỉnh sự chuyển dời sắc tố có vẻ là melanocortin, melatonin, và kích thích tố tập trung melanin (MCH), được tạo ra chủ yếu ở tuyến yên, tuyến tùng, và vùng dưới đồi (não) tương ứng. Những hormone này cũng có thể được tạo ra theo kiểu truyền tín hiệu paracrine bởi các tế bào trong da. Tại bề mặt của tế bào melanophore, các kích thích tố đã cho thấy là kích hoạt thụ thể bắt cặp với protein G đặc trưng, và lần lượt chuyển đổi tín hiệu vào trong tế bào. Melanocortin gây ra sự phân tán của các sắc tố, trong khi melatonin và MCH tập hợp các sắc tố.
Nhiều thụ thể của melanocortin, MCH và melatonin đã được xác định trong các loài cá và ếch, trong đó có một MC1R tương ứng, đó là một thụ thể melanocortin được biết là có khả năng điều chỉnh màu da và màu tóc ở người. Người ta đã chứng minh rằng MC1R là một chất cần thiết trong cá ngựa vằn để phân tán hắc tố melanin. Bên trong tế bào, monophosphate adenosine dạng vòng (cAMP) đã được chứng minh là một chất truyền tín hiệu quan trọng thứ hai của sự chuyển dời sắc tố. Thông qua một cơ chế chưa được hiểu rõ hoàn toàn, cAMP ảnh hưởng đến các protein khác như protein kinase A để "đưa" các "động cơ" dạng phân tử mang theo những túi có chứa sắc tố dọc theo các ống vi thể và những sợi cực nhỏ.

## Sự thích nghi với môi trường
Hầu hết các loài cá, bò sát và lưỡng cư đều trải qua một sự thay đổi màu sắc sinh lý hạn chế để đáp ứng với sự thay đổi trong môi trường. Hình thức này là ngụy trang, hay còn được gọi là sự thích nghi với bối cảnh, phổ biến nhất là làm cho tông màu của da hơi tối hoặc sáng hơn để gần như bắt chước màu sắc của môi trường xung quanh ngay lập tức. Người ta đã chứng minh rằng quá trình thích nghi với bối cảnh mang tính phụ thuộc vào tầm nhìn (Có vẻ như động vật cần phải nhìn thấy được môi trường để thích nghi với nó), và sự chuyển dời sắc tố melanin trong các tế bào melanophore là nhân tố chính trong sự thay đổi màu sắc. Một số động vật, chẳng hạn như tắc kè hoa và thằn lằn nhiệt đới Mỹ, có sự thích nghi với bối cảnh phát triển cao nên chúng có khả năng tạo ra một số màu sắc khác nhau rất nhanh chóng. Chúng đã thích nghi với khả năng thay đổi màu sắc để đáp ứng với nhiệt độ, tâm trạng, mức độ căng thẳng, và các tín hiệu giao tiếp, chứ không phải chỉ đơn giản là bắt chước môi trường của chúng.

## Sự phát triển

Tiết diện ngang của thân động vật có xương sống đang phát triển, cho thấy sự di chuyển của chromatoblast theo bên lưng (màu đỏ) và giữa bụng (màu xanh)

Trong suốt quá trình phát triển phôi thai của động vật có xương sống, những tế bào sắc tố là một trong một số nhiều loại tế bào được tạo ra trong mào thần kinh, là hai dải tế bào gắn liền xuất hiện ở rìa của ống thần kinh. Những tế bào này có khả năng di chuyển quãng đường dài, cho phép những tế bào sắc tố đến được nhiều cơ quan của cơ thể, bao gồm cả da, mắt, tai và não. Rời khỏi mào thần kinh theo từng đợt, những tế bào sắc tố có thể theo hướng bên lưng thông qua lớp hạ bì, đi vào lớp ngoại bì thông qua các lỗ nhỏ ở màng đáy, hoặc theo hướng trong bụng giữa các đốt và ống thần kinh. Chỉ có một sự ngoại lệ là các tế bào melanophore của biểu mô sắc tố võng mạc của mắt. Chúng không được chuyển hóa từ mào thần kinh. Thay vào đó, một phần lộn ra ngoài của ống thần kinh sẽ tạo thành đài thị giác, và từ đó lần lượt tạo thành võng mạc.
Khi nào và làm thế nào mà tiền tế bào sắc tố đa năng (được gọi là chromatoblasts) phát triển thành các phân nhóm thế hệ sau của chúng là một lĩnh vực đang được nghiên cứu liên tục. Nó được biết đến trong phôi của cá ngựa vằn, ví dụ, chỉ 3 ngày sau khi thụ tinh, mỗi lớp tế bào được tìm thấy trong cá trưởng thành - melanophore, xanthophore và iridophore - đã hiện diện trong phôi. Nghiên cứu sử dụng cá đột biến đã chứng minh rằng các nhân tố chuyển mã như kit, sox10, và MITF rất quan trọng trong việc kiểm soát sự biệt hóa tế bào sắc tố. Nếu các protein này có khiếm khuyết, các tế bào sắc tố có thể mất đi một phần hoặc toàn bộ, dẫn đến rối loạn bạc màu.

## Ứng dụng thực tiễn
Ngoài việc nghiên cứu cơ bản để có sự hiểu biết tốt hơn về bản thân các tế bào sắc tố, các tế bào còn được sử dụng cho các mục đích nghiên cứu ứng dụng. Ví dụ, ấu trùng của cá ngựa vằn được sử dụng để nghiên cứu cách thức mà các tế bào sắc tố sắp xếp và giao tiếp để tạo ra chính xác mô hình sọc ngang bình thường như ở cá trưởng thành. Điều này được xem như một hệ thống mô hình hữu ích cho sự hiểu biết về khuôn mẫu trong lĩnh vực phát triển sinh học tiến hóa. Tế bào sắc tố sinh học cũng đã được sử dụng để làm mẫu về điều kiện con người hay bệnh tật, bao gồm cả khối u ác tính và bệnh bạch tạng. Gần đây, gen đặc trưng của tế bào melanophore là Slc24a5, chịu trách nhiệm về sự căng thẳng của cá ngựa vằn màu vàng, đã được chứng minh là tương đương với gen của con người mà tương quan mạnh mẽ với màu da.
Tế bào sắc tố cũng được sử dụng như một dấu hiệu sinh học của sự mù lòa ở những loài máu lạnh, cũng như động vật có khuyết tật thị giác nhất định không thích ứng với bối cảnh môi trường có ánh sáng. Các thụ thể tương đồng của con người mà làm trung gian trong sự chuyển dời sắc tố ở những tế bào melanophore được cho là có liên quan đến các quá trình như vậy, như ức chế sự thèm ăn và làm sạm da, và chúng trở thành những mục tiêu hấp dẫn cho các loại thuốc.. Vì vậy, các công ty dược phẩm đã phát triển một xét nghiệm sinh học để nhanh chóng xác định các hợp chất hoạt tính sinh học tiềm năng nhằm sử dụng các tế bào melanophore từ loài ếch có vuốt châu Phi. Các nhà khoa học khác đã phát triển kỹ thuật sử dụng các tế bào melanophore như cảm biến sinh học, và để phát hiện bệnh nhanh chóng (dựa trên việc phát hiện rằng các khối độc tố của bệnh ho gà ngăn chặn sự tập hợp sắc tố trong tế bào melanophore ở cá). Các ứng dụng quân sự tiềm năng qua sự đổi màu với các tế bào sắc tố làm trung gian đã được đề xuất, chủ yếu là một loại ngụy trang chủ động, cùng với tàng hình.

## Tế bào sắc tố ở động vật chân đầu

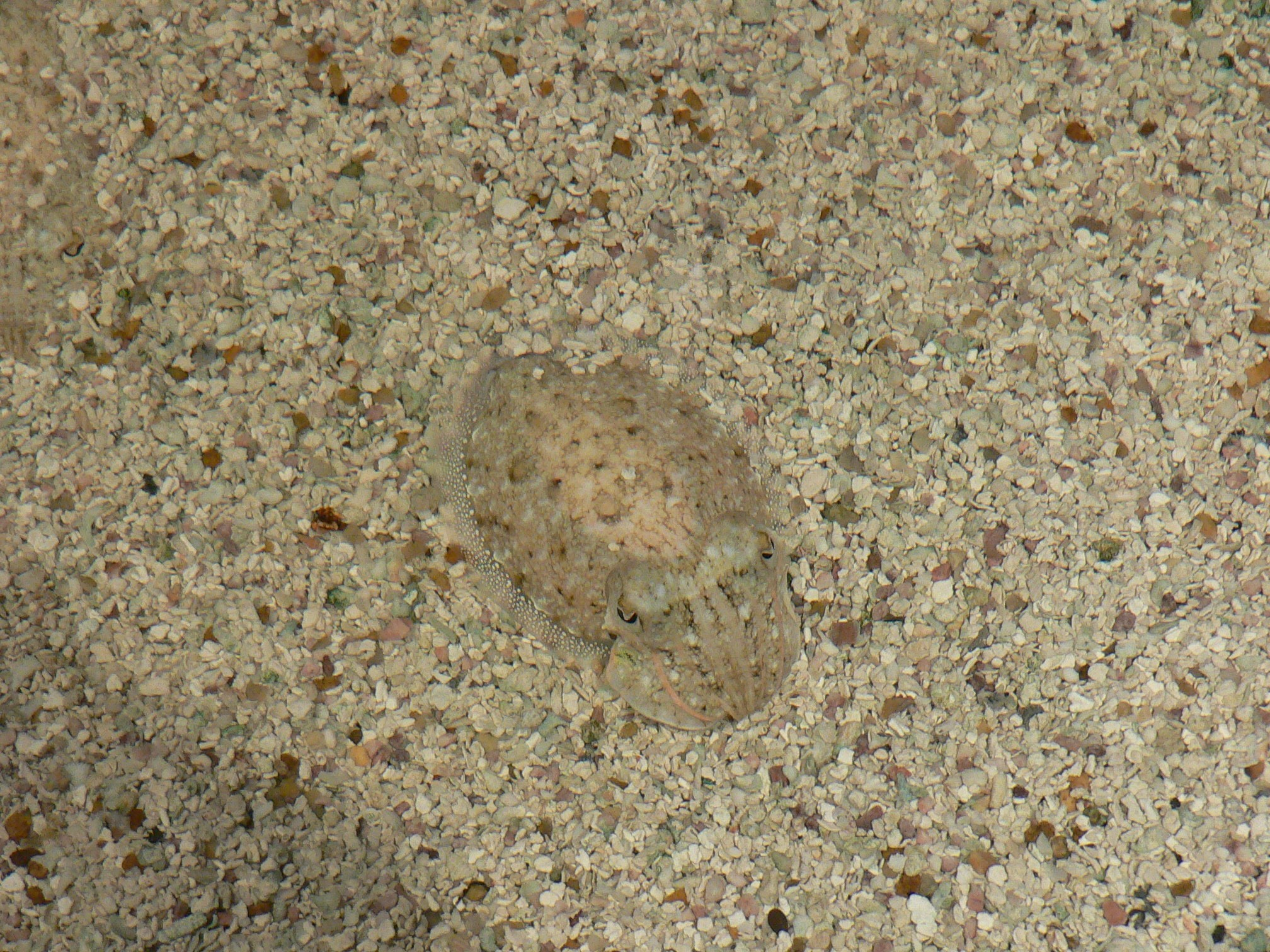
Một con mực nang con đang sử dụng khả năng thích nghi với bối cảnh môi trường xung quanh.

Các loài động vật chân đầu Coleoid có cơ quan đa bào phức tạp mà chúng dùng để thay đổi màu sắc nhanh chóng. Đây là điều đáng chú ý nhất ở các loài mực nang, mực ống, bạch tuộc có màu sắc rực rỡ. Mỗi khối tế bào sắc tố thống nhất bao gồm một tế bào đơn và nhiều cơ, dây thần kinh, tế bào thần kinh đệm, và các tế bào vỏ. Bên trong tế bào sắc tố, các hạt sắc tố được đặt trong một túi đàn hồi, được gọi là cytoelastic sacculus. Để thay đổi màu sắc, con vật làm biến dạng hình dáng hoặc kích cỡ của túi bởi sự co cơ bắp, qua đó thay đổi độ mờ, tính phản xạ, hoặc độ đục của túi. Điều này khác với cơ chế sử dụng của các loại cá, động vật lưỡng cư và bò sát ở sự thay đổi hình dạng của túi chứ không phải là sự chuyển dời sắc tố ở các túi trong tế bào. Tuy nhiên, hiệu ứng tương tự vẫn xảy ra.
Bạch tuộc có thể vận dụng các tế bào sắc tố để hiển thị màu sắc theo từng đợt một cách phức tạp, kết quả là chúng thay đổi rất nhanh những cách phối màu đa dạng. Các dây thần kinh điều khiển các tế bào sắc tố để được cho là có vị trí trong não theo một mô hình tương tự như các tế bào sắc tố để mà chúng kiểm soát. Điều này có nghĩa các phương thức của sự thay đổi màu sắc phù hợp với phương thức của sự kích hoạt tế bào thần kinh. Do đó có thể giải thích tại sao, khi mà các tế bào thần kinh được kích hoạt lần lượt thì sự thay đổi màu sắc xảy ra theo đợt. Giống như tắc kè hoa, động vật chân đầu sử dụng sự thay đổi màu sắc sinh lý để tương tác với môi trường. Chúng cũng nằm trong số những sinh vật có kỹ năng thích nghi với bối cảnh hay nhất, có khả năng thay đổi sao cho phù hợp với cả màu sắc và kết cấu của môi trường xung quanh chúng với độ chính xác đáng kể.

## Vi khuẩn
Tế bào sắc tố cũng được tìm thấy trong màng của vi khuẩn quang dưỡng. Được sử dụng chủ yếu cho quang hợp, chúng có chứa sắc tố bacteriochlorophyll (sắc tố quang hợp) và các carotenoid. Ở vi khuẩn màu tím, như Rhodospirillum rubrum, các protein thu ánh sáng nằm bên trong những lớp màng của tế bào sắc tố. Tuy nhiên, ở vi khuẩn lưu huỳnh màu xanh lục, chúng được bố trí trong cụm phức tạp đặc biệt gọi là chlorosome.